# 九英里普雷里鎮區 (密蘇里州卡勒韋縣)
九英里普雷里鎮區（英語：Nine Mile Prairie Township）是位於美國密蘇里州卡勒韋縣的一個行政鎮區。

## 地方資料
九英里普雷里鎮區的面積為190.21平方千米，當中陸地面積為188.98平方千米，而水域面積為1.23平方千米。根據2020年美國人口普查的數據，當地共有人口976人，而人口密度為每平方千米5.13人。